# Hōjō Masamura
Hōjō Masamura (em japonês: 北条政村, 10 de julho de 1205 - 13 de junho 1273) foi o sétimo Shikken (1264-1268) do governo Kamakura bakufu. Filho de Yoshitoki, II Shikken. Irmão de Hōjō Shigetoki e assistente do shikken Hōjō Tokimune e Hyōjō-shū, Masamura tentou reconciliar a corte de Quioto e o Kamakura bakufu antes da era Jōkyū em 1221.